# Publio Ordeonio Lolliano
Publio Ordeonio Lolliano (in greco antico: Πόπλιος Ὁρδεώνιος Λολλιανός?, Póplios Ordeónios Lollianós; Efeso, prima del 117 – dopo il 160) è stato un retore e romanziere greco antico.

## Biografia
Chiamato solo Lolliano da Filostrato e Suda, un'iscrizione greca di Atene, risalente al 142 circa, dà il suo nome completo: Πόπλιος Ὁρδεώνιος Λολλιανός (Publius Ordeonius Lollianus).
Era nativo di Efeso e ricevette la sua formazione alla scuola di Iseo di Assiria, assurgendo a tale importanza da essere il primo nominato alla cattedra di eloquenza ad Atene, dove fu nominato generale degli opliti, un ufficio civile, che, sotto gli imperatori, lo fece diventare controllore degli approvvigionamenti per la città: il modo liberale in cui ha espletò le funzioni di questo ufficio in tempo di carestia venne registrato con lode da Flavio Filostrato e ben due statue furono erette per lui ad Atene, una nell'agorà e l'altra nel piccolo boschetto che si dice avesse piantato lui stesso.

## Opere

### Opere retoriche
L'oratoria di Lolliano si distingueva per l'abilità con cui portava avanti le sue argomentazioni e per la ricchezza del suo stile; egli, comunque, eccelleva soprattutto nell'improvvisazione. Tuttavia, questa capacità era frutto di uno studio sistematico della teoria retorica, che egli, tra l'altro, impartiva ai suoi allievi e sulla quale aveva scritto diverse opere, tutte perdute, ma spesso citate dai commentatori di Ermogene di Tarso, che probabilmente ne aveva fatto grande uso.

### IPhoinikikà
Sotto il nome di Lolliano circolava, nell'antichità, anche un romanzo di avventure noto come Phoinikikà (Storie fenicie), per noi quasi del tutto perduto e noto solo da recenti scoperte papiracee, che restituiscono 46 frammenti di varia estensione. Di essi solo quattro ci consentono di comprendere alcuni passaggi: due brevi estratti dalla fine del libro I ed altre due lunghe sezioni da un libro successivo, non identificabile.
Del romanzo è praticamente impossibile ricostruire la trama, ma, a quanto sembra dai papiri, il protagonista, Androtimo, narrava in prima persona le sue avventure, non diversamente dal Satyricon di Petronio e dalle Metamorfosi di Apuleio, romanzi ai quali è stato accostato per il linguaggio crudo e le situazioni scabrose, che, tra l'altro, includevano scene di cannibalismo e di erotismo estremi.
La narrazione si apre, nei frammenti, con uomini e donne che prendono parte ad una festa sulle terrazze di edifici cittadini (forse le feste per Adone): una ragazza di nome Perside si apparta con il suo amante Androtimo, che racconta come, condotto in una stanza, abbia con lei la sua prima esperienza sessuale, ricevendo da Perside dei gioielli come regalo. Un altro frammento presenta il ritratto di una banda di briganti, uno dei quali, quasi del tutto nudo, uccide un uomo che Androtimo conosce, gli strappa il cuore e, dopo averlo arrostito, lo distribuisce in parti uguali ai suoi compagni, che su di esso giurano e se ne cibano, con effetti gastrici secondo il narratore indescrivibili. Dopo un'orgia i briganti si addormentano, lasciando di sentinella undici uomini, con le facce dipinte di bianco per mascherarsi. In più, un'ulteriore scena mostra un certo Glaucete, che giocava una parte nel I libro, a confronto con un fantasma che gli chiede di seppellire i suoi resti mortali, insieme a quelli di una bellissima ragazza che giace accanto a lui.
Il romanzo, se davvero fu scritto dal celebre sofista (e a lui viene oggi comunemente attribuito, nonostante forti dubbi dati dalle alte lodi tributate allo stile di Lolliano, che, nei frammenti, non traspare affatto), rappresenta per noi un filone del tutto perduto del genere letterario e testimoniato, oltre che dalle due opere latine, dal Lucio o l'asino pseudo-lucianeo: ispirato alla novella milesia, raccontava avventure spesso oscene in un linguaggio crudo e diretto, ben diverso da quello idealizzato nel filone principale del romanzo greco antico, ossia quello d'amore, e semmai più vicino, per usare un termine di paragone moderno, al romanzo picaresco.
Si potrebbe pensare, inoltre, che l'ambientazione "fenicia" del racconto fosse una sorta di parodia dell'esotismo orientale del romanzo d'amore, capovolgendone, di fatto, l'aura ideale e fiabesca presentando, invece, vicende fin troppo realistiche, dall'erotismo fisico, contrapposto all'amore spirituale delle coppie romanzesche (va notato come, nel primo frammento, sia la donna a prendere l'iniziativa), ai salvataggi da rapimenti, che qui non avvengono e, anzi, sono sostituiti da eventi negli altri romanzi paventati e sventati quali, ad esempio, sacrifici umani. In questo senso, gli studi si concentrano sul presentare il racconto come una sorta di parodia di certi episodi di Leucippe e Clitofonte di Achille Tazio.